# Morti nell'855
| Questa pagina contiene informazioni ricavate automaticamente dalle voci biografiche con l'ausilio del template Bio e di un bot. L'aggiornamento è periodico e automatico e ricostruisce completamente la pagina. Se manca una persona in questa lista, sei pregato di non aggiungerla, ma accertati piuttosto che la sua voce biografica contenga il template Bio e che i dati anagrafici siano correttamente compilati. Se il template Bio manca, inseriscilo tu stesso o, in alternativa, metti l'avviso {{tmp\|Bio}} che ne segnala la mancanza. Se i dati riportati sono sbagliati, correggi direttamente la voce biografica; le modifiche saranno visibili in questa lista entro pochi giorni. Per chiarimenti vedi il progetto biografie. La lista contiene solo le 11 persone che sono citate nell'enciclopedia e per le quali è stato implementato correttamente il template Bio. Pagina aggiornata al 10 mag 2025. |

- 17 luglio - Papa Leone IV, papa, cardinale e vescovo italiano (n. 790)
- 29 settembre - Lotario I, re franco (n. 795)
- 20 novembre - Teoctisto, politico bizantino
- 8 dicembre - Drogone di Metz, vescovo francese (n. 801)
- Cyngen ap Cadell, sovrano
- Ahmad ibn Hanbal, teologo arabo (n. 780)
- Osburga (n. 810)
- Pietro di Salerno, principe longobardo
- Sancho II di Guascogna, conte
- Sergio I di Gerusalemme, vescovo ortodosso bizantino
- Sicone II di Salerno, principe longobardo